# Tatjana Michailovna av Ryssland
Tatjana Michailovna av Ryssland, född 1636, död 1706, var en rysk storfurstinna, dotter till tsar Mikael I av Ryssland och Eudoxia Streshneva. Hon var syster till tsar Aleksej Michajlovitj.
Hon var en aktiv anhängare av patriariken Nikons kyrkliga reformer. Hon donerade 1691 en helgonrelik till det kloster där Nikon var begravd. Efter sin äldre syster Annas död 1692 hade hon rangen av den äldsta damen vid hovet.
Tatjana hade ett gott förhållande till sin bror tsar Aleksej Michajlovitj. Under sin brorsdotter Sofias regering 1682-1689 hade hon en framskjuten ställning vid hovet, där hon av Sofia placerades före sin svägerska änketsaritsan Natalja rang, och hon ska också ha utövat ett visst politiskt inflytande. Sedan Sofia störtats och Peter den store tagit makten, försökte Tatjana skydda Peters halvsystrar, sina brorsdöttrar, från honom, och ansträngde sig särskilt för Marta Alexejevna av Ryssland, som Peter tvingade i kloster. Detta gjorde att hennes inflytande och inkomster minskades. Hon närvarade vid dopet av Peters son, tronföljaren Alexej.